# نيلسون وانغ
نيلسون وانغ (بالهندية: नेल्सन वांग؛ بالإنجليزية: Nelson Wang) هو صاحب مطعم هندي، ولد في 1950.